# Луи I дьо Бурбон
Луи I дьо Бурбон Куция (Велики) (на френски: Louis Ier de Bourbon1, dit «le Grand» ou «le Boiteux»; * 1279, Клермон ан Бовези, Кралство Франция; † 22 януари 1341, Париж, Кралство Франция) е господар на Бурбон (1310 – 1327), граф на Клермон ан Бовези (1310 – 1327), Велик камерхер на Франция от 1312 г., граф на Ла Марш от 1327 г., 1-ви херцог на Бурбон и пер на Франция от 1327, господар на Божоле, граф на Л’Ил-Журден, виконт на Карла, на Мюра и Шателро, господар на Шато Шинон, френски принц и военачалник.

## Произход
Той е най-голям син на Робер дьо Клермон (* 1256, † 1317), граф на Клермон ан Бовези, и на Беатрис Бургундска-Бурбон (* 1257, † 1310), господарка на Бурбон. Има двама братя и три сестри:
- Бланш (* 1281, † 1304), съпруга на Робер VII Велики, граф на Оверн и на Булон
- Жан (* 1283, † 1316), граф на Шароле от 1310 г., съпруг на Жана Д'Арже
- Мария (* 1285, † 1372), приореса на Поаси (1333 – 1344)
- Пиер (* 1287, † сл. 1330), архидякон на Париж (1330)
- Маргьорит (* 1289, † 1309), съпруга на Раймон Беренгер, граф на Андрия и Пиемонт, и на Жан I дьо Дампиер, маркграф на Намюр.

## Биография
Луи рано започва да участва в различни военни кампании на своето време, където се показва като способен военачалник. Началото на военната му кариера е белязано от дългогодишна конфронтация между Франция и Графство Фландрия. През 1297 г. той участва в нахлуването на френската армия под командването на крал Филип IV Хубави във Фландрия, по време на което участва в битката при Фурн и в превземането на Касел. През 1302 г. участва в битките при Кортрейк и Дам.
През 1300 г. Луи участва в нова френска кампания във Фландрия. На 11 юли френската армия под командването на Роберт II, граф на Артоа, е победена от фламандците в битката при Кортрейк, като самият Роберт и голям брой френски рицари са убити. Луи командва ариергарда на армията и благодарение на спокойствието си спасява остатъците от френската армия.
През 1304 г. френската армия тръгва на нова кампания във Фландрия под командването на крал Филип IV. Луи също участва в тази кампания, където се бие в битките при Витри, Мон ан Певел и участва в обсадата на Лил. По-късно Луи на два пъти е назначен за главнокомандващ в планираните кръстоносни походи, които обаче така и не се провеждат.
След смъртта на майка си през 1310 г. той наследява нейните владения – Сеньория Бурбон. През 1312 г. крал Филип IV го назначава за Велик камерхер на Франция.
След смъртта на баща си през 1317 г. Луи окончателно получава Графство Клермо ан Бовези.
През 1324 г. взема участие в поход в Гиен против англичаните, където командва армия при завземане на Монсегюр, Ажан и Советер.
През 1327 г. кралят на Франция Шарл IV отнема от Луи Графство Клермон, а в замяна му дава Графство Ла Марш и титлата на херцог и пер на Франция. През 1331 г. Филип VI Валоа връща графството на Луи.
След началото на Стогодишната война през 1339 г. Луи командва армия, превзела Тюн л'Евек, а през 1340 г. успява да защити от англичаните Турне.

## Брак и потомство
∞ септември 1310 за Мария д'Авен (* 1280, † 1354), дъщеря на Жан II д'Авен, граф на Холандия и Ено, от която има:
- Пиер I дьо Бурбон (* 1311; † 1356, битката при Поатие), 2-ри херцог на Бурбон от 1341 г.
- Жана дьо Бурбон (* 1311; † 20 декември 1402, Клепе); ∞ 3 август 1324 в Бесе за Гиг VII (* 1299, † 1358), граф на Форез
- Маргарита дьо Бурбон (* ок. 1315, † пр. 20 февруари 1370); ∞ 1. юни 1320 (договор) за Жан II дьо Сюли († 1343), господар на Сюли; 2. 1346 за Ютин († 1361), господар на Вермей
- Мария дьо Бурбон (* 1315 † 1387); ∞ 1. 9 май 1330 в Никозия за Гиг дьо Лузинян († 1343), княз на Галилея; 2. 9 септември 1347 за Роберт Анжуйски от Таранто (* 1326 † 1364), княз на Таранто
- Филипа дьо Бурбон (* декември 1316 † сл. 1327)
- Жак дьо Бурбон (* 9 декември 1318)
- Жак I дьо Бурбон (* 1319, † 1362), граф на Ла Марш (1342 – 1361), граф на Понтийо (1351 – 1360), конетабъл на Франция (1354 – 1356) и френски военачалник от времето на Стогодишната война, основател на кадетската линия Бурбон-Ла Марш и прародител на краля на Франция Анри IV.
- Беатрис дьо Бурбон (* 1320; † 25 декември 1383, Париж); ∞ 1. декември 1334 за Жан Люксембургски (* 1296 † 1346), крал на Бохемия и граф на Люксембург; 2. ок. 1347 за Юд II дьо Грансе († 1389), господар на Грансе.

От извънбрачна връзка с Жана дьо Бурбон-Ланси Луи има двама сина и две дъщери:
- Жан (* пр. 1297, † 1375), кавалер, господар на Рошфор, Ебрьой, Беке льо Геран, Белнав, Жанза, Серан и на Бюр, съветник на херцозите на Бери и на Бурбон, наместник във Форез; ∞ 1. за неизв. ∞ 2. 1352 за Лора дьо Бордо; ∞ 3. 1362 за Агнес Шале
- дъщеря; ∞ 1317 за Жирар дьо Шатийон ан Базоа
- Гиг (* ок. 1299, † 1349), господар на Клеси, на Ла Ферте-Шодрон, дьо Монпансие; ∞ 1. за Агнес дьо Шастелю; ∞ 2. 1330/33 за Изабел де Шастелперон
- Жанета; ∞ 1310 за Гишар дьо Шастелю